# Al Gore
Albert Arnold "Al" Gore, Jr. (født 31. marts 1948) er en amerikansk politiker og erhvervsleder, som var den 45. amerikanske vicepræsident fra 1993 til 2001, med Bill Clinton som præsident.

## Uddannelse
Han fik sin eksamen fra gymnasiet som nr. 25 i sin klasse ud af 51, og med sin SAT score på 1355 (Matematik: 730 og engelsk: 625), ansøgte han om optagelse på kun ét universitet, det prestigefyldte Harvard University. På trods af sin høje SAT score og sin IQ 134, så var Al Gores akademiske præstationer ved Harvard overvejende ikke af en overvældende standard. Han fik 488 ud af mulige 800 i fysik og 519 ud af mulige 800 i kemi. Han klarede sig derimod glimrende i engelsk og amerikansk historie, hvor han scorede henholdsvis 705 ud af mulige 800 og 701 ud af mulige 800. Han flirtede indledningsvis med engelsk ved Harvard, han drømte om at blive forfatter, men besluttede sig for at koncentrere sig om statskundskab. En stærk afslutning med bl.a. sin hovedopgave om TVs indflydelse på præsidentembedet bevirkede, at Al Gore modtog sin eksamen med cum laude ("med ros").

## Karriere
Han stillede op som demokraternes præsidentkandidat i 2000, efter at Bill Clinton havde været præsident i to perioder. Gore tabte kampen om at få flest valgmandsstemmer 271-266 til George W. Bush, selvom Gores valgmænd fik flest stemmer. I svingstaten Florida blev han besejret af den republikanske kandidat George W. Bush med så få stemmer, at det udløste en politisk krise. Valget blev først endeligt afgjort efter en række omtællinger i staten, hvorefter den amerikanske højesteret afbrød og med en 5:4 afgørelse erklærede Bush som vinder (og dermed præsident).
Trods opfordringer fra mange sider afviste Gore (maj 2007) at stille op som kandidat til præsidentvalget i 2008.
Under valgkampen i 2000 tilskrev modstanderne Al Gore en påstand om, at han skulle have skabt internettet. Dette bunder i, at han havde taget initiativ til en lov, der kaldtes "High Performance Computing and Communication Act of 1991", som af nogen[kilde mangler] er blevet kaldt den vigtigste begivenhed i internettets historie.
Ved Oscar-uddelingen i 2007 vandt dokumentarfilmen "An Inconvenient Truth" en Oscar for bedste dokumentarfilm. Filmen bygger på Al Gores multimedie-foredrag om truslen ved global opvarmning, og har således Al Gore som 'hovedperson'.
Filmen advarer om en forestående global klimakrise. Al Gores foredrag og dokumentarfilmen har haft til formål at oplyse politiske beslutningstagere rundt på kloden om farerne ved den globale opvarmning.
Al Gore besøgte Aalborg Universitet den 17. januar 2007, hvor han holdt foredrag for en stor forsamling af studerende. I samme forbindelse blev han udnævnt til æresdoktor ved universitetet. Gore deltog i februar 2007 i en konference i København og marts 2007 i Frederikshavn og aflagde 14 marts et besøg på Novo Nordisk i Bagsværd. I maj 2009 deltog han i World Business Summit on Climate Change i Bella Center på Amager.
Al Gore blev sammen med FN's Klimapanel tildelt Nobels Fredspris d. 12. oktober 2007.
Det er ikke korrekt, at Højesteret gik ind og erklærede Bush som vinder. Højesteret afgjorde, at USAs forbundsforfatning fastsatte en deadline, som ikke kunne tilsidesættes, for hvornår det endelige valgresultat skulle fastsættes og certificeres af USAs Senat. På grund af Højesterets afgørelse var det ikke muligt at nå en fuldstændig gentælling af alle stemmer i alle amter i Florida, og som følge af dette opgav man genoptællingen.
Det som var problemet med Højesterets involvering i sagen var – i følge Jeffrey Toobin i bogen "The Nine" – at Højesteret burde have afvist at behandle sagen overhovedet, fordi der ikke var tale om et føderalt spørgsmål i sagen, idet reglerne for valgafholdelse – herunder præsidentvalg – er regler der fastsættes på delstatsniveau og ikke af forbundsmyndighederne herunder Kongressen.

## Bøger
- "The Assault on Reason" (2007) ISBN 1-59420-122-6
- "An Inconvinient Truth" (2006) ISBN 978-0-670-06272-0
- "Earth in the Balance: Ecology and the Human Spirit" (1992) ISBN 978-1-59486-637-1